# Río Indoche
Der Río Indoche ist ein 90 km langer rechter Nebenfluss des Río Mayo in der Provinz Moyobamba in der Region San Martín im zentralen Norden Perus.

## Flusslauf
Der Río Indoche entspringt in einem Höhenkamm im äußersten Süden des Distrikts Soritor. Das Quellgebiet liegt an der Ostflanke des Cerro El Palto auf einer Höhe von etwa 1920 m. Der Río Indoche fließt in überwiegend nördlicher Richtung aus dem Bergland und erreicht bei Flusskilometer 50, knapp 2 km östlich der Stadt Soritor, eine Beckenlandschaft. Auf den unteren 40 Kilometern fließt der Río Indoche in überwiegend nordnordöstliche Richtung. Er weist auf diesem Flussabschnitt ein stark mäandrierendes Verhalten mit zahlreichen Altarmen auf. Bei Flusskilometer 25 liegt die Kleinstadt Calzada unweit des linken Flussufers. Bei Flusskilometer 22,7 km westlich der Stadt Moyobamba, durchschneidet der Fluss einen niedrigen Höhenkamm in östlicher Richtung und mündet schließlich auf einer Höhe von ungefähr 800 m nahe der Kleinstadt Yantalo in den nach Südosten strömenden Río Mayo.

## Einzugsgebiet
Das Einzugsgebiet des Río Indoche umfasst eine Fläche von 585 km². Es erstreckt sich über den zentralen Süden der Provinz Moyobamba. Das Einzugsgebiet grenzt im Westen an das des Río Tonchima, im Süden an das des Río Saposoa, im Südosten an das des Río Sisa sowie im Osten an das des Río Gera.